# Fusell Ferguson
El fusell Fergusono va ser un dels primers fusells de retrocàrrega per a fins militars,sent posat en servei pels militars britànics. Va disparar una bala de carabina britànica estàndard de calibre .615 (16,5 mm), com la majoria de les armes de la seva època i va ser utilitzat per l'exèrcit britànic en la Guerra de la Independència dels Estats Units, a la batalla de Saratoga el 1777, i possiblement en el setge de Charleston el 1780 
El nom donat per la seva, major Patrick Ferguson del Regne Unit ue amb ella sempre la seva unitat d'infanteria lleugera en l'esmentada Guerra de la Independncia.
En mans dels soldats fusell Ferguson podia disparar 6-10 bales per minut, que és 2-4 vegades més ràpid que els clàssics mosquets. La majoria d'historiadors creuen que l'ús d'aquests rifles va portar a la victòria Britànica en la batalla de Brandywine
No obstant això, la potència de foc superior del fusell Ferguson estàndard no va ser valorada en el seu moment perquè era massa costós de fabricar i trigava molt més a produir-lo -els quatre armers que fabricaven el Fusell Ferguson nmés podien fer-ne 100 en 6 mesos a quatre vegades el cost per arma d'un mosquetó-.